# デケロス
デケロス（古希: Δέκελος, Dekelos）は、ギリシア神話の人物である。テーセウスと同時代の人物で、アッティカ地方の北東に位置するデケレイアの名祖。デケレイアは歴史家ピロコロスによると初代アテーナイ王ケクロプスが建設した12の都市の1つ。

## 神話
テーセウスはまだ幼いスパルタの王女ヘレネーを略奪し、デケレイアの北東のアピドナイに隠した。そのため彼女の兄弟ディオスクーロイはアッティカ地方に進軍し、ヘレネーを奪還しようとした。
ヘーロドトスによると、このときデケレイアの住民たち、あるいは名祖のデケロスがテーセウスに憤り、アッティカ地方を救うためディオスクーロイをアピドナイに案内した。さらにアピドナイでは土着の住人ティタコスがテーセウスを裏切り、町をディオスクーロイに明け渡した。この功績により、デケレイアの住民はスパルタで租税免除と特別観覧の特権を与えられた。そのため後代にアテーナイとペロポネーソス半島の間で戦争が起きた際に、スパルタ軍はデケレイアに攻め込むことはなかった。
プルタルコスの「テーセウス伝」では、アカデーモスがデケロスの役割を果たしている。